# Pi² Columbae
Pi² Columbae este denumirea Bayer a unei stele pitice albă-verde din constelația Porumbelul. Are o magnitudine aparentă de 5.498 și se află la o distanță de aproximativ 261 ani-lumină (80 parseci) de Pământ.